# N.E.W.S (Prince-Album)
N.E.W.S (sprich: „news“) ist das 27. Studioalbum des US-amerikanischen Musikers Prince, wobei er alle Songs arrangierte, komponierte und produzierte. Das Album trägt als Untertitel den Namen „New Directions in Music from Prince“ (englisch für „Neue Wege in der Musik von Prince“) und er veröffentlichte es am 30. Juni 2003 bei seinem eigenen Label NPG Records. Anfangs war es ausschließlich als Download für registrierte Mitglieder seiner damaligen Website erhältlich. Prince stand im Zeitraum von 2001 bis 2004 bei keiner Schallplattenfirma unter Vertrag und führte mit Hilfe dieser Website seinen Musikvertrieb selbst durch. Am 29. Juli 2003 wurde das Album weltweit auch auf CD veröffentlicht.
N.E.W.S ist ein Instrumental-Konzeptalbum und der Titelname setzt sich aus den Anfangsbuchstaben der insgesamt vier Songs North, East, West und South zusammen. Jeder der vier Songs – benannt nach den Himmelsrichtungen – ist exakt 14 Minuten lang. Die Musik zählt zu den Genres Funk, Fusion und Jazz. Prince bewegt sich damit auf musikalischem Terrain, das mit seinen früheren Alben wie beispielsweise Purple Rain (1984), Sign “☮” the Times (1987) oder Diamonds and Pearls (1991) sehr wenig Gemeinsamkeiten aufweist.
Prince veranstaltete kaum Werbung für N.E.W.S und aus kommerzieller Sicht ist es das zu Lebzeiten am wenigsten verkaufte seiner Alben. Musikkritiker bewerteten N.E.W.S unterschiedlich; Lob und negative Kritik waren in etwa gleichmäßig verteilt. Zwar absolvierte Prince Ende 2003 eine Tournee, doch Songs von N.E.W.S spielte er nicht.

## Entstehung
Bereits im Jahr 1987 beschäftigte sich Prince mit dem Musikgenre Jazz und produzierte für die Band Madhouse – ein damaliges Nebenprojekt von ihm – die beiden Instrumental-Jazz-Funk-Alben mit Namen 8 und 16. Saxophonist Eric Leeds (* 1952) war in dieser Zeit bereits einer von Prince’ Begleitmusikern bei Madhouse. Anfang des 21. Jahrhunderts waren dann mehrere Prince-Alben von Jazz-Einflüssen geprägt, wie beispielsweise The Rainbow Children (2001) und Xpectation (2003). Auf dem Albumcover von Xpectation ist bereits der Hinweis „new directions in music“ zu finden, der auch auf dem von N.E.W.S zu lesen ist.
Prince nahm N.E.W.S an einem einzigen Tag auf, und zwar am 6. Februar 2003 in seinem Paisley Park Studio in Chanhassen in Minnesota. Den Großteil der Musik hatte er zuvor komponiert, bevor er die vier Songs mit seinen Begleitmusikern einspielte. Auf dem Album sind jedoch auch mehrere improvisierte musikalische Passagen zu hören.
Eric Leeds sagte über die Entstehung des Albums nach Prince’ Tod im Jahr 2016: „N.E.W.S war eine dieser spontanen Sachen, die er immer machte. Ich kann nur sagen: Die Zeit, die es gedauert hat, dieses Album aufzunehmen, entspricht der Länge der fertigen Platte [56:00 min.]. Wahrscheinlich wurde sie schon während der Aufnahmen abgemischt. […] Er sagte ‘Da ist die Tonart, da ist der Groove, fang an’. Wir waren fünf Minuten in d-Moll, und er sagte, ‘wechsel jetzt zu f-Moll’ oder ‘Eric, jetzt dein Solo!’ So einfach war das“.

## Gestaltung des Covers
Artdirector Jeremy Gavin entwarf das Layout für das Albumcover. Die CD befindet sich in einem aufklappbaren Digipak, das sich auf der Rückseite an allen vier Seiten öffnen lässt und somit an eine Windrose erinnert. Erst dann kann die CD herausgenommen werden, ein Booklet existiert nicht. Die CD besitzt eine Datei mit multimedialen Inhalt, der beim Abspielen auf einem Computer sichtbar wird. Es erscheint die Nachricht „He causes 2 become“, was eine Anspielung auf die Zeugen Jehovas ist, dessen Glaubensgemeinschaft Prince im Jahr 2001 beitrat und Mitglied bis zu seinem Tod im April 2016 war.

## Musik

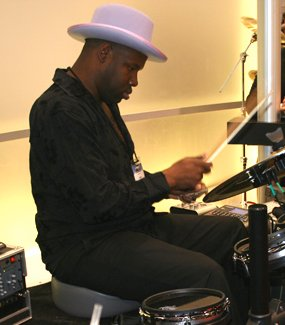
Schlagzeuger John Blackwell
(* 1973; † 2017)

N.E.W.S ist ein Instrumentalalbum und enthält vier Songs, die in jeweils zwei oder drei verschiedene musikalische Abschnitte untergliedert sind. In erster Linie ist das Album von Funk-, Jazz- und Rockmusik-Einflüssen geprägt, zuweilen kommen auch orientalische und klassische Elemente vor.
Saxophonist Eric Leeds spielt eine zentrale Rolle auf dem Album; er trägt Soli vor und schmückt die Songs melodisch aus, sodass ein Jazz-Ambiente entsteht. Das Schlagzeugspiel von John Blackwell (* 9. September 1973; † 4. Juli 2017) ist ebenfalls ein prägender Bestandteil des Albums. Pianist und Keyboarder Renato Neto (* 1965) begleitet die Musik von Anfang bis Ende, wobei sein Klavierspiel aber nur vereinzelt zu hören ist. Netos musikalischen Wurzeln liegen im Jazz. Die Keyboarder, die Prince zuvor in seinen Begleitbands integriert hatte, waren dagegen vorwiegend Rhythm-and-Blues- oder Rockmusiker gewesen. Im Gegensatz zu Blackwell, Leeds und Neto spielt Bassistin Rhonda Smith eine untergeordnete Rolle auf dem Album. Zwar steuert sie in dem Song East ein kurzes Bass-Solo bei, aber ihre Basslines rotieren oftmals um ein sich wiederholendes Element. Ihr Bass-Spiel dient lediglich als Grundlage für das Instrumentalspiel der anderen Begleitmusiker.
1. North
Der Opener basiert auf einem sanften und gemächlichen Schlagzeug- und Bass-Spiel, das dem Song insgesamt einen ruhigen Beat verleiht. Der Bass zieht sich als pulsierendes Element von Anfang bis Ende hindurch. Sanfte Synthesizer-Streichinstrumente liefern ein Polster für geschmeidige, Jazz-angehauchte Saxophon-Klänge. Nach etwa drei Minuten setzt Prince mit einer Rhythmusgitarre ein, gefolgt von jazzig intoniertem Flötenspiel. Der Anfang von North ist ein geruhsamer, einfacher Beat. Durch einsetzendes Saxophon-Spiel und dezente Gitarrenriffs wird das Stück allmählich lebendiger. Im nächsten musikalischen Abschnitt werden Samples von Streicherklängen von Clare Fischer üppig arrangiert,[3] denen Prince ein zurückhaltendes Gitarrensolo entgegensetzt. Das Saxophon-Riff kehrt zurück, druckvolles Schlagzeugspiel gesellt sich hinzu. Nach ungefähr neun Minuten wird die Musik deutlich ruhiger und Renato Netos Klavierspiel beginnt zu dominieren. Dieses ist eine Mischung aus improvisierter Ausschmückung, gepaart mit melodischen Anteilen. Eric Leeds fügt mildes Saxophonspiel ein, begleitet von Streichinstrumenten. Die kurze Passage dieser Mischung wird langsam ausgeblendet und die letzten zwei Minuten bestehen im Wesentlichen aus undefinierbaren Synthesizerklängen, die wie ein entferntes Echo widerhallen.[2]
2. East
Der Song beginnt mit orientalisch angehauchten Klängen, die vom Synthesizer erzeugt werden und an Violine-Spiel erinnern. John Blackwell setzt mit lebendigem rhythmischem Schlagzeugspiel ein. Gelegentliche Pitch-Shifting-Synthesizer blenden sich ein, kehren wieder und verschwinden im Wechsel. Die Musik klingt brummig, unterlegt mit Akkorden, als sei keine harmonische Release Velocity vorhanden. Die Passage dauert einige Minuten und klingt ähnlich dem Auftakt einer Ouvertüre einer klassischen Komposition. Nach etwa vier Minuten setzt Eric Leeds mit schnellem Saxophon-Spiel ein. Orientalische Klänge unterbrechen jedoch diese schnelle Passage, die Musik wird ruhiger und Prince spielt ein atonal klingendes Gitarrenriff. Nach ungefähr acht Minuten wechselt die Musikrichtung und es beginnt eine Passage aus Funk-Musik, basierend auf einer Rhythmus-Gitarre. Die Musik lässt Spielraum für verschiedene Instrumentalsoli von Saxophon, elektrischem Klavier und Orgel. Nach ungefähr 11:20 Minuten folgt gedämpftes Schlagzeugspiel, das von brummendem Bassspiel begleitet wird. Prince spielt dazu raue Gitarrenriffs. Rhonda Smith fügt ein kurzes Basssolo ein, bevor die letzten 50 Sekunden ruhig enden.[2]
3. West
Das Stück fängt mit einer Drei-Noten-Bassfigur an, begleitet von drei lebhaft gezupften Gitarrenakkorden. Die Musik besitzt einen langsamen und entspannten Beat. Eric Leeds spielt dazu ruhige Saxophon-Phrases, begleitet von Prince, der an Carlos Santana erinnerndes Gitarrenspiel hinzufügt, das die ruhige Stimmung von West verstärkt. Nach etwa vier Minuten ist der Einfluss von Funk-Musik zu hören. Prince fügt Gitarrenriffs ein, die von synkopischem Bass- und Schlagzeugspiel begleitet werden. Eric Leeds spielt dabei Saxophon-Riffs. Etwas später setzt Renato Neto mit Jazz-angehauchten Klavierspiel als rhythmische Unterstützung ein, wobei sein improvisiert klingendes Spiel eine Hauptrolle im Stück übernimmt. Leeds kehrt mit erneuten Saxophon-Riffs zurück. Ab Minute 8:33 wechselt die Musikrichtung zu einer Passage aus dem Genre Rockmusik. Prince spielt dazu E-Gitarre, die von Streichinstrumenten im Hintergrund unterstützt wird. Danach tritt Eric Leeds’ Saxophonspiel in den Mittelpunkt, bevor sich die Musik allmählich ausblendet – lediglich Saxophon und Schlagzeug sind hörbar. In den letzten 40 Sekunden ist keine Musik mehr zu hören.[5]
4. South
Der letzte Track wird mit konventioneller Funk-Musik eröffnet, in der ein mittels Slap-Technik gezupfter Bass zu hören ist. Prince spielt rau klingende atonale Gitarrenakkorde, gefolgt von Eric Leeds’ geschmeidigen Saxophon-Parts. Ab Minute 4:58 wechselt die Musik abrupt, beginnend mit einer langsamen Passage. Hinzu setzen grazil gespielte Keyboard-Phrases ein, John Blackwell spielt Schlagzeug, das wie eine Drummachine klingt. Der Bass basiert auf lediglich einer Note und unterstreicht die Musik in regelmäßigen Intervallen. Renato Neto spielt Klavier, das aus einer Mischung von Akkorden und rhythmischen Phrasen mit melodischen Kaskaden von Noten besteht. Eric Leeds begleitet South mit permanent jazzig angehauchten Saxophonspiel. Im Verlauf des Songs wird die musikalische Intensität kontinuierlich aufgebaut; vor allem Streichinstrumente treten in den Vordergrund, Saxophon und Schlagzeug werden zudem lebendiger. Prince fügt im Taumel der Musik ein Gitarrensolo ein. Gegen Ende wird die Musik deutlich ruhiger und die letzten zwei Minuten werden von einem Orchester aus Streichinstrumenten dominiert. South endet mit Klavierklängen, die aus einer sich wiederholenden Figur bestehen.[6]

## Titelliste und Veröffentlichungen
| 1                            | North | 14:00 |
| 2                            | East  | 14:00 |
| 3                            | West  | 14:00 |
| 4                            | South | 14:00 |
| Spieldauer: 56:00 min.       |       |       |
| Autor aller Songs ist Prince |       |       |

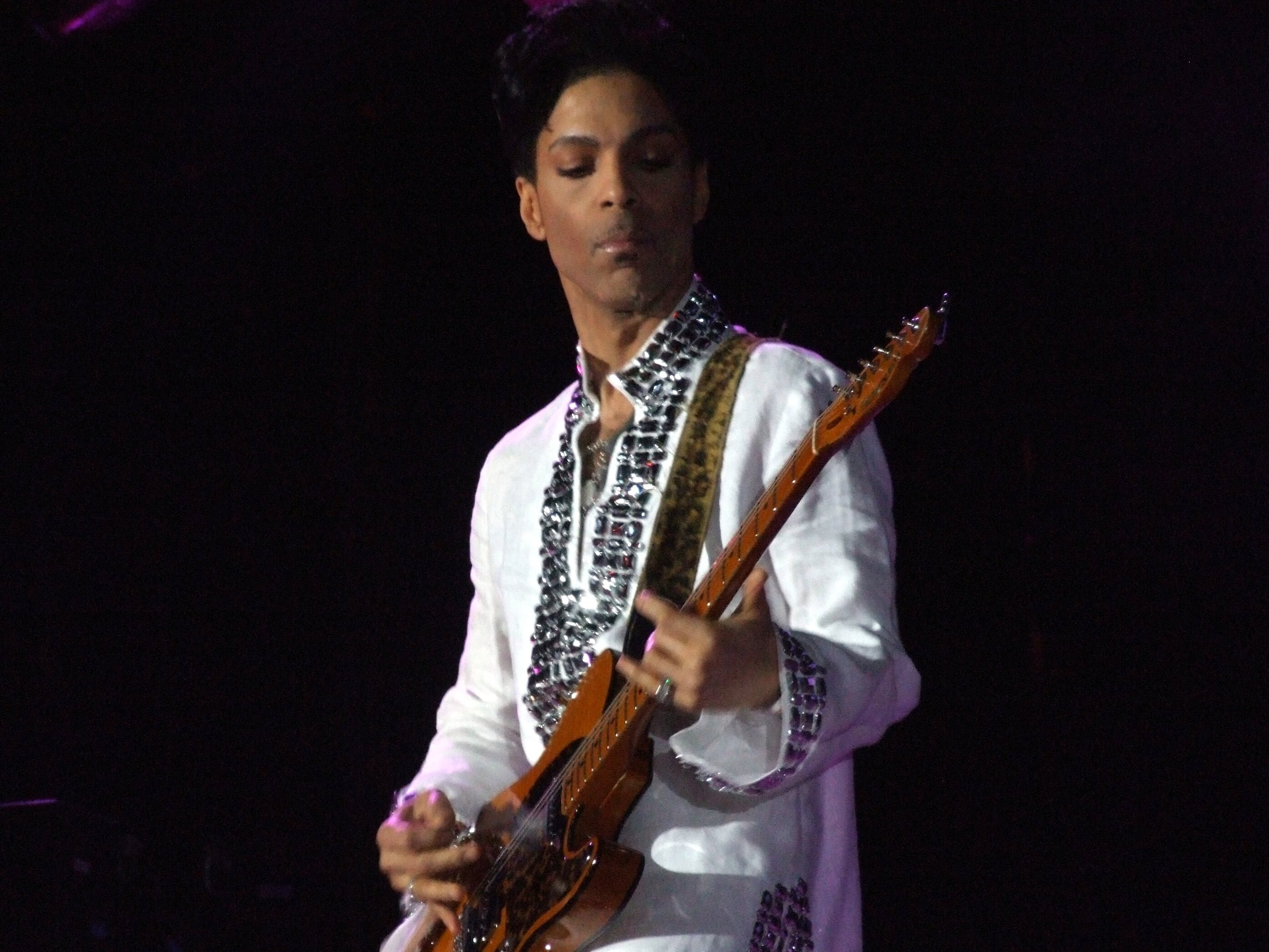
Prince, 2008

N.E.W.S veröffentlichte Prince am 30. Juni 2003 über seiner damaligen Website NPG Music Club.com als Download und am 29. Juli 2003 gelangte das Album auf CD in den freien Verkauf. Seit 2018 kann es auch bei verschiedenen Musikstreaming-Portalen heruntergeladen werden. Der Song West ist auch auf dem Kompilationsalbum Anthology: 1995–2010 zu finden, veröffentlicht nach Prince’ Tod im August 2018.
Singles wurden von N.E.W.S nicht ausgekoppelt und Coverversionen von den Albumsongs sind nicht bekannt.

## Mitwirkende

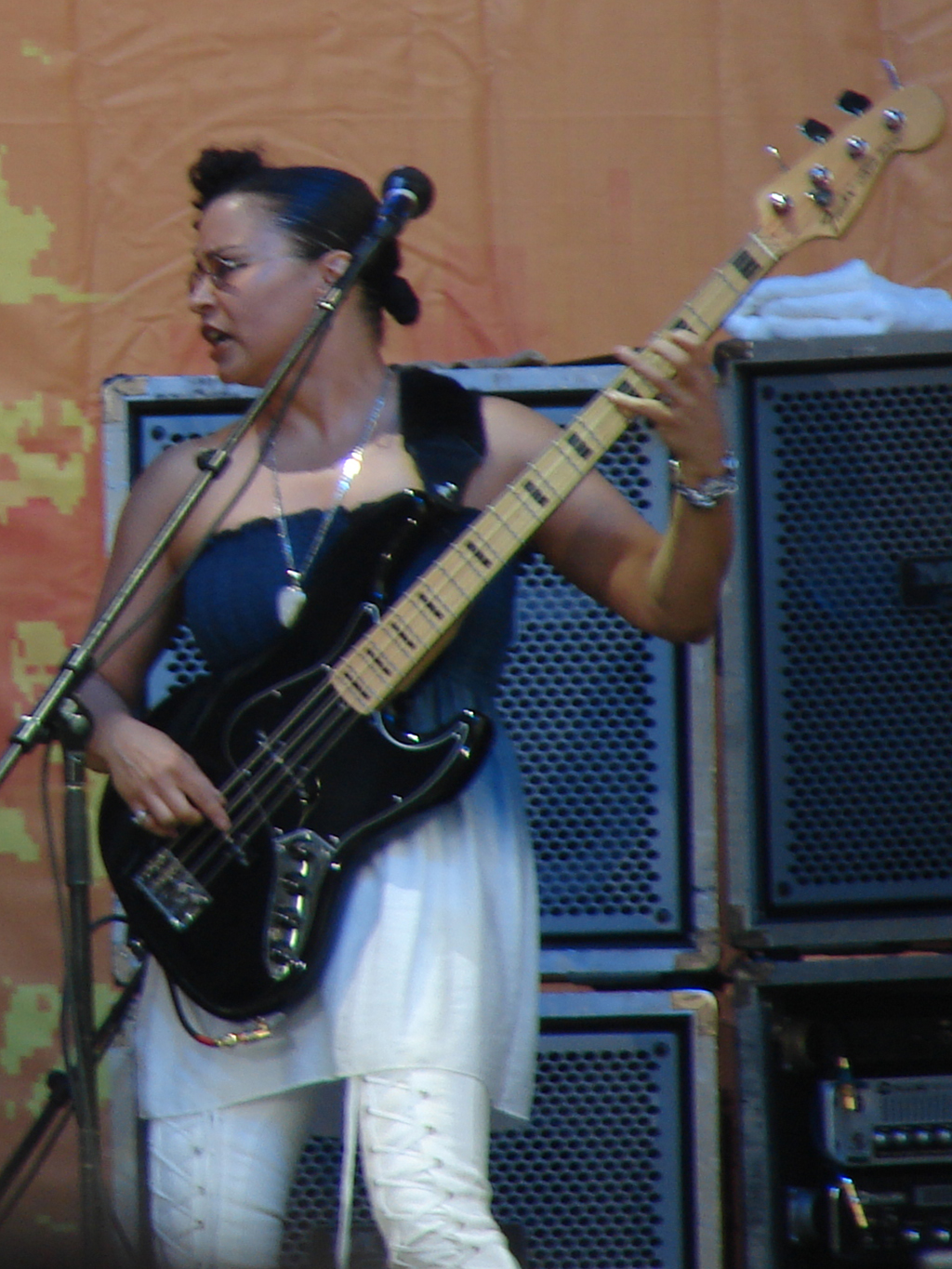
Rhonda Smith, 2009

### Musiker
Alle Songs wurden von Prince arrangiert, komponiert, produziert und vorgetragen. Zudem spielte er alle Musikinstrumente selbst ein, wobei folgende Personen die Aufnahmen ergänzten:
- Prince – Fender Rhodes, Gitarre, Keyboard, Perkussion
- Eric Leeds – Baritonsaxophon, Tenorsaxophon
- John Blackwell – Schlagzeug
- Renato Neto – Klavier, Synthesizer
- Rhonda Smith – Akustikbass, E-Bass

### Technisches Personal
- Prince – Mixing, Artdirector
- Jeremy Gavin – Artdirector
- Jess Sutcliffe – Toningenieur
- Joseph Lepinski – Musiktechniker
- Takumi Suetsugu – Musiktechniker

## Musikvideo
Prince ließ nur zu dem Song North ein Musikvideo produzieren, das mit einer einminütigen Aufnahme des Planeten Erde beginnt. Anschließend folgen Standbilder oder computeranimierte Bilder verschiedener Landschaften sowie natürlicher Elemente, die mit Wörtern verbunden sind; beispielsweise wird ein orangefarbener Himmel mit „Depth“ („Tiefe“) und „Fire“ („Feuer)“ beschrieben, oder eine Wüste mit „Peace“ („Frieden“). Wenn der Gitarrenpart in North beginnt, erscheint Prince mit seiner Begleitband The New Power Generation als Schatten, der vermutlich aus Ausnahmen von der DVD Live at the Aladdin Las Vegas stammt. North ist mit einer Dauer von 14 Minuten das längste Musikvideo, das Prince zu einem Song in seiner Karriere veröffentlicht hatte.

## Tournee
Ende 2003 ging Prince mit seiner Begleitband The New Power Generation auf Tournee und nannte diese „World Tour 2003“. Die Tour begann am 17. Oktober in Hongkong und endete am 19. Dezember 2003 in Kahului auf Hawaii. Sie führte durch die Volksrepublik China, Australien und den USA, wobei Prince in der Volksrepublik China nur dieses eine Konzert in Hongkong in seiner Karriere gab. Die Tournee umfasste insgesamt acht Konzerte und wurde von ungefähr 75.000 Zuschauern besucht, die Konzertlänge variierte von 120 bis 150 Minuten. Songs vom Album N.E.W.S spielte Prince jedoch nicht, stattdessen präsentierte er seine kommerziell erfolgreichsten Hits sowie Stücke, die bei Fans als beliebt galten. The New Power Generation bestand während der World Tour 2003 aus den folgenden sieben Mitgliedern:
- Chance Howard – Backing Vocals, Keyboard
- Greg Boyer – Posaune
- John Blackwell – Schlagzeug
- Maceo Parker – Backing Vocals, Saxophon
- rad. (bürgerlich Rose Ann Dimalanta) – Backing Vocals, Keyboard
- Renato Neto – Keyboard
- Rhonda Smith – Backing Vocals, E-Bass

Bei den letzten beiden Konzerten auf Hawaii im Dezember 2003 war Candy Dulfer weiteres Mitglied in The New Power Generation.

## Aftershows
Im Jahr 2003 absolvierte Prince bei sieben der acht Konzerte eine Aftershow, wobei zweimal Gastmusiker auftraten; am 26. Oktober im The Basement in Sydney spielte Larry Graham live auf der Bühne und am 20. Dezember war William Awihilima Kahaialiʻi, auch unter dem Pseudonym Willie K bekannt, musikalischer Gast im Hapa’s Nightclub in Kīhei auf Hawaii.

## Rezensionen
| Professionelle Bewertungen      | Professionelle Bewertungen                                                        |
| ------------------------------- | --------------------------------------------------------------------------------- |
| Kritiken                        |                                                                                   |
| Quelle                          | Bewertung                                                                         |
| AllMusic                        | Sternsymbol · Sternsymbol · Sternsymbol · Sternsymbol · Sternsymbol               |
| Musikexpress                    | Sternsymbol · Sternsymbol · Sternsymbol · Sternsymbol · Sternsymbol · Sternsymbol |
| Rolling Stone                   | Sternsymbol · Sternsymbol · Sternsymbol · Sternsymbol · Sternsymbol               |
| Wilson & Alroy’s Record Reviews | Sternsymbol · Sternsymbol · Sternsymbol · Sternsymbol · Sternsymbol               |

Musikkritiker waren geteilter Meinung, wie N.E.W.S zu rezensieren ist; einige lobten das von Jazz beeinflusste Album, andere bemängelten, die Songs klängen „zu glatt“. Als weiteres Manko wurde die gelegentliche Tendenz zur Funk-Musik im Stile von James Brown angesehen, die im Vergleich zu Prince’ früherer Musik nichts Neues oder Interessantes böte.
Lucy Tauss von JazzTimes gab zwar keine Note, zeigte sich vom Album aber begeistert. Sie beschrieb die Songs als „abstrakte Klanggemälde, die multistilistische musikalische Motive verwenden, um Textur und Farbe zu erzeugen“. Das Stück North enthalte Funk-Grooves, „nachdenkliches Saxophon“ und „markante Rockgitarren“. East biete „ein heiteres orientalisch angehauchtes Motiv“, das „von einem dunklen E-Bass-Muster, feuriger Gitarre und einem fusionierten Jam konterkariert“ werde. West enthalte „ein Funk-Fusion-Workout“, das durch „jazziges Pianosolo verstärkt“ werde, das sich in „ein hymnisches, gitarrengetriebenes Workout“ verwandle. South beginne mit einem tiefen Groove und gehe dann in eine „stimmungsvolle, atmosphärische, vom Saxophon getragene Klanglandschaft über“, die „üppigen Streichern und zartem Klavier weicht und mit einem Wirbel von Effekten“ ende. Im Gesamtbild sei N.E.W.S „ein faszinierender Neuanfang für diesen rätselhaften und unberechenbaren Künstler“ Prince, zog Tauss als Fazit.
Harry Lachner von der Süddeutschen Zeitung verteilte ebenfalls keine Note, lobte aber auch das Album. Auf N.E.W.S lebe Prince „zum ersten Mal“ den Jazz „bis in die letzte Konsequenz hinein“ aus: „mit einem hinreißenden Detailfetischismus und der dramaturgischen Gestaltungskraft des wahren Souveräns“. Er zeige, wie originell die Fusion zwischen Funk, Jazz und Rock klingen könne, wenn man die vorgefertigten Schablonen ihrer Klischeehaftigkeit entfremde und gegebenenfalls souverän beiseitelege. Mit N.E.W.S habe Prince „seine Glaubwürdigkeit als Künstler und brillanter Musiker wiederhergestellt“. Zudem habe er „eines der schönsten und entspanntesten Jazz- und Fusion-Alben der letzten Jahre“ veröffentlicht. Deswegen trage N.E.W.S „seinen großsprecherischen“ Untertitel „New Directions in Music“ „durchaus zu Recht“; man wisse „gar nicht“, in welche Richtung man sich jetzt verneigen solle.
Die beiden Musikjournalisten Albert Koch und Thomas Weiland vom Musikexpress gaben drei von sechs Sternen. Von den vier Instrumentalstücken bezeichneten sie den „schweißtreibenden jazzy Ethno-Funk“ in North und East als „sehr gut“. Doch der „New-Age-Kitsch“ in West und South „gehen dagegen gar nicht“ und sei „sehr schlecht“; „zu viel Kenny G-Saxofone und Queen-Gitarren“, meinten die beiden.
Jörn Schlüter vom Rolling Stone war enttäuscht und gab zweieinhalb von fünf Sternen. Die Songs seien „vier lange Instrumentals zwischen Ambition und Langeweile“. Prince und seine Band verrannten sich „in lose organisierte Jams zwischen dezentem Jazz-Vibe, eher altbackenem Fusion-Funk und gelegentlicher Lautmalerei“. Bis auf East sei das Album „ziemlich langweilig und leidet an der Unvermittelbarkeit technisch reproduzierter Jamsessions, die allzu oft nur den Akteuren selbst“ gefielen. Man würde bei einem mit „New Directions in Music“ untertitelten Album, auf dem „so sehr und vieltönig musiziert“ werde, an das von Miles Davis und Herbie Hancock mit Michael Brecker und Roy Hargrove veröffentlichte Album mit dem fast identischen Titel Directions in Music: Live at Massey Hall im Jahr 2002 denken, schrieb Schlüter.
William Ruhlmann von AllMusic zeigte sich ebenfalls enttäuscht und verteilte zwei von fünf Sternen. Die „scheinbar improvisierte Musik“ und „dieser ziellose Studio-Jam“ reiche von Funk über Jazz bis hin zu New Age, aber ohne eine erkennbare Richtung oder Absicht. Zwar existierten „hier und da“ attraktive Passagen, wie beispielsweise einige Solo-Piano-Arbeiten und Eric Leeds’ „warmes Bläserspiel im gesamten Stück“ North. Doch der Hörer müsse ein „besonders fanatischer Anhänger von Prince sein“, um sich für N.E.W.S zu interessieren. Zudem müssten „alle Erwartungen über Bord“ geworfen werden, damit man sich „einfach daran erfreuen“ könne, den Musiker 56 Minuten lang mit „entspannten musikalischen Strukturen experimentieren“ zu hören. „Natürlich muss sich niemand sonst die Mühe machen“, meinte Ruhlman abschließend.
Die beiden Musikkritiker David Wilson und John Alroy zeigten sich sogar sehr enttäuscht und gaben nur eineinhalb von fünf Sternen. Der Mittelteil im Stück West sei „wahrscheinlich der Höhepunkt“, aber selbst der sei „nicht mehr als ein solider Groove“. Prince und Eric Leeds spielten auf dem gesamten Album „nichts, was wir nicht schon von ihnen gehört haben“. Obwohl Renato Neto „einige außergewöhnlich delikate Keyboards“ spiele, sei N.E.W.S „weniger interessant und nicht unterhaltsamer“ als das Album Xpectation, das Wilson und Alroy mit zwei Sternen bewerteten.

## Kommerzieller Erfolg

### Chartplatzierungen
| ChartsChartplatzierungen | Höchstplatzierung | Wochen |
| ------------------------ | ----------------- | ------ |
| Deutschland (GfK)        | 93 (2 Wo.)        | 2      |

Zudem erreichte N.E.W.S Platz 83 in den Niederlanden, ansonsten sind keine weiteren Chartplatzierungen in den internationalen Hitparaden bekannt.

### Musikverkäufe
N.E.W.S wurde weltweit ungefähr 60.000 Mal verkauft, womit es dasjenige Prince-Album blieb, das sich zu Lebzeiten am wenigsten verkaufte. Davon wurden in den USA 30.000 Exemplare abgesetzt, was auch in seiner Heimat das schwächste Ergebnis eines Albums von ihm zu Lebzeiten war.

## Grammy-Nominierung
8. Februar 2004: N.E.W.S wurde bei den Grammy Awards 2004 in der Kategorie „Best Pop Instrumental Album“ nominiert, gewann aber nicht. Den Preis bekamen Manuel Galbán und Ry Cooder für ihr gemeinsames Album Mambo Sinuendo.